# Ctenicera weidtii
Ctenicera weidtii là một loài bọ cánh cứng trong họ Elateridae. Loài này được Angell miêu tả khoa học năm 1892.